# Luàna Bajrami
Luàna Bajrami est une actrice et réalisatrice française, née le 14 mars 2001 à Nogent-sur-Marne, dans le département du Val-de-Marne.

## Biographie
Originaire du Kosovo, elle y a vécu jusqu’à l’âge de 7 ans. Elle a deux sœurs cadettes. Elle a étudié le théâtre au conservatoire de Limeil-Brévannes et obtenu en 2018, avec un an d’avance, le baccalauréat littéraire avec la mention très bien,. Du fait du nombre croissant des sollicitations pour le cinéma, elle a rapidement décidé d’arrêter ses études pour se consacrer au métier d’actrice.
C’est après avoir vu le film de Nicolas Bary adapté du roman pour enfants éponyme de Henry Winterfeld, Les Enfants de Timpelbach, qu'à 10 ans Luàna Bajrami a commencé à vouloir jouer. Elle décroche alors son premier rôle dans le téléfilm Le Choix d'Adèle d'Olivier Guignard, diffusé pour la première fois en 2011, où elle interprète une élève de 8 ans d'origine albanaise dont la famille est menacée d'expulsion. Cette élève trouve un soutien auprès de son institutrice, interprétée par Miou-Miou. L'interprétation des deux personnages est remarquée par leur pudeur : « Et dans ces rôles respectifs, Luàna Bajrami et Miou-Miou sont prodigieuses. Émouvantes alors même qu'elles se montrent sous un jour plutôt antipathique une bonne partie du film. Touchantes sans séduction, elles donnent sa tonalité au Choix d'Adèle », commente Véronique Cauhapé du journal Le Monde.
Après une brève apparition dans le court métrage 14 millions de cris de Lisa Azuelos (2014), elle incarne le rôle-titre du téléfilm Marion, 13 ans pour toujours de Bourlem Guerdjou, diffusé pour la première fois sur France 3 le 27 septembre 2016, adapté du livre éponyme de Nora Fraisse retraçant l'affaire Marion Fraisse, qui a pour origine le suicide par pendaison de la collégienne à la suite de harcèlement scolaire de la part de ses camarades.
Elle joue ensuite un des rôles principaux dans deux courts métrages : Deux égarés sont morts de Tommaso Usberti, qui obtient le troisième prix de la Cinéfondation au Festival de Cannes de 2017, et en 2018 Après la nuit de Valentin Plisson et Maxime Roux.
Dans le long métrage de Sébastien Marnier produit en 2018, L'Heure de la sortie (librement adapté du roman éponyme de  Christophe Dufossé), elle incarne le personnage de « la glaciale Apolline », meneuse d’un sous-groupe de six élèves de la classe de 3e 1, enfants intellectuellement précoces (EIP), face au professeur suppléant joué par Laurent Lafitte : « formidable Luàna Bajrami », relève au passage dans sa critique du film pour Libération le journaliste Marius Chapuis. « Si son intensité dans L'Heure de la sortie le laissait déjà pressentir, il est désormais certain que vous n’avez pas fini d’entendre parler de cette comédienne d’à peine 18 ans », estiment quant à eux Rémi Guezodje et Marion Raynaud Lacroix sur le site français d’i‑D, après la présentation en compétition au Festival de Cannes de 2019 du drame historique de Céline Sciamma, Portrait de la jeune fille en feu. Luàna Bajrami y interprète cette fois la domestique Sophie, « vibrante d’intensité par-delà son mutisme » selon Élisabeth Franck-Dumas dans Libération, rôle à travers lequel « elle apporte au film une retenue puissante et complète le tableau de la condition féminine esquissé par Céline Sciamma » selon Rémi Guezodje et Marion Raynaud Lacroix sur le site Vice.
Elle joue ensuite dans les films de Samir Guesmi, Mathieu Demy et Audrey Diwan. Elle passe également à la réalisation avec le court métrage En été mûrissent les baies puis le long métrage La Colline où rugissent les lionnes.

## Filmographie
Sauf indication contraire, les informations mentionnées dans cette section peuvent être confirmées par les bases de données cinématographiques IMDb et Allociné,  présentes dans la section « Liens externes ».

### Actrice

#### Cinéma

##### Longs métrages
- 2018 : L'Heure de la sortie de Sébastien Marnier : Apolline
- 2019 : Portrait de la jeune fille en feu de Céline Sciamma : Sophie[11]
- 2019 : Fête de famille de Cédric Kahn : Emma
- 2020 : Ibrahim de Samir Guesmi : Louisa
- 2020 : Les Deux Alfred de Bruno Podalydès : Suzie
- 2020 : La Colline où rugissent les lionnes d'elle-même
- 2021 : L'Événement  d'Audrey Diwan : Hélène
- 2022 : Selon la police de Frédéric Videau : la fille enceinte
- 2022 : Coupez ! de Michel Hazanavicius : Johanna
- 2023 : Une année difficile d’Éric Toledano et Olivier Nakache : Antilope
- 2025 : Vie privée de Rebecca Zlotowski : Valérie Cohen-Solal

##### Courts métrages
- 2014 : 14 millions de cris de Lisa Azuelos : Louise, la camarade d’Emma
- 2017 : Deux égarés sont morts de Tommaso Usberti : Vera
- 2018 : Après la nuit de Valentin Plisson et Maxime Roux : Anastasia
- 2024 : Two People Exchanging Saliva / Deux personnes échangeant de la salive de Alexandre Singh et Natalie Musteata[12] : Malaise

#### Télévision

##### Téléfilms
- 2011 : Le Choix d'Adèle d’Olivier Guignard : Kaniousha
- 2016 : Marion, 13 ans pour toujours de Bourlem Guerdjou : Marion Fraisse

##### Séries télévisées
- 2018 : Aux animaux la guerre d’Alain Tasma : Nadia, une prostituée
- 2019 : Sous la peau de Didier Le Pêcheur : Léa Bourdouin

### Réalisatrice
- 2019 : En été mûrissent les baies (court métrage)[13]
- 2021 : La Colline où rugissent les lionnes (long métrage) - également scénariste, productrice et costumière
- 2023 : Notre monde

## Distinctions

### Récompenses
- Festival du film de Cabourg 2020 : Swann d'or de la révélation féminine pour Portrait de la jeune fille en feu

### Nominations et sélections
- César 2020 : César du meilleur espoir féminin pour Portrait de la jeune fille en feu
- Festival de Cannes 2021 : sélection Quinzaine des réalisateurs pour La Colline où rugissent les lionnes, en compétition pour la Caméra d'or et la Queer Palm